# Nitrure de chrome
Le nitrure de chrome est un composé chimique de formule CrN. C'est une céramique très dure et résistante à la corrosion. Il s'agit d'un composé interstitiel dans lequel les atomes d'azote occupent les sites octaédriques du réseau cristallin du chrome, de sorte que ce n'est pas à proprement parler un composé de chrome(III), ni véritablement un nitrure, car il ne contient pas d'ions N3−. Il se présente sous la forme d'une poudre noire magnétique insoluble dans les acides et les bases. Il cristallise dans le système cristallin cubique avec une structure cristalline cubique à faces centrées comme la halite (paramètre cristallin a = 415 pm). À température élevée, il se décompose en héminitrure de chrome Cr2N en formant un équilibre entre les deux phases dépendant de la température et de la pression partielle en azote.
On peut obtenir du nitrure de chrome en chauffant, pendant plusieurs heures, de la poudre de chrome au-dessus de 800 °C dans une atmosphère d'azote pur :
2 Cr + N2 ⟶ 2 CrN.
Il est également possible de faire réagir du chlorure de chrome(III) CrCl3 avec de l'ammoniac NH3 :
CrCl3 + 4 NH3 ⟶ CrN + 3 NH4Cl.
Sa résistance à la corrosion font du nitrure de chrome un matériau intéressant pour la passivation et la mise en forme des pièces chromées ainsi que pour les revêtements des outils de coupe. Il est également utilisé comme revêtement de moules dans l'industrie et d'implants en médecine.